# Rousillon Rupes
Rousillon Rupes è una scarpata situata sulla superficie di Titania, il maggiore dei satelliti di Urano, lunga approssimativamente 400 km.
La formazione deve il suo nome, regolato dall'Unione Astronomica Internazionale, al toponimo francese di Rossiglione, un luogo citato nella commedia shakespeariana Tutto è bene quel che finisce bene.